# Centenário do Sul
Centenário do Sul es un municipio brasilero del estado del Paraná. Se localiza en el Valle del Paranapanema (Región Norte del Estado). Bajo la administración de Centenário do Sul está el distrito rural de Villa Progreso.

## Geografía
Posee un área es de 371,835 km² representando 0,1866 % del estado, 0,066 % de la región y 0,0044 % de todo el territorio brasilero. Se localiza a una latitud 22°49′15″ sur y a una longitud 51°35'42" oeste. Su población estimada en 2005 era de 10.281 habitantes.

### Demografía
Datos del censo - 2000
Población Total: 11 817
- Urbana: 9237
- Rural: 2580

- Hombres: 5904
- Mujeres: 5913

Índice de Desarrollo Humano (IDH-M): 0,738
- IDH-M Salario: 0,634
- IDH-M Longevidad: 0,762
- IDH-M Educación: 0,817

### Economía
Tiene como industria dominante la de productos alimenticios, productos minerales no metálicos y madera.